# Teste de sensibilidade aos antibióticos
<O Teste de Sensibilidade aos Antibióticos (TSA) é um exame rotinamente feito em microbiologia clínica da capacidade de um antibiótico de inibir o crescimento de bactérias em cultura. Este teste é essencial na escolha do agente a ser usado na terapia do doente.>

## Antibiótico
Os antibióticos são um grupo de substâncias elaboradas por fungos, bactérias ou outros seres vivos, ou sintetizadas quimicamente, que têm como denominador comum a sua acção sobre os microrganismos, causando-lhes a morte (bactericidas) ou paragem no seu desenvolvimento e multiplicação (bacteriostáticos).
O agente antimicrobiano "ideal" será aquele que, entre outras características, tenha uma potente actividade contra o microrganismo que se pretende eliminar e, simultaneamente, não tenha qualquer acção prejudicial para as células do hospedeiro que o microrganismo referido infecta. Aplica-se-lhe o conceito de toxicidade selectiva, inicialmente proposto por Paul Ehrlich, e que pode ser alcançado quando se utilizam substâncias antimicrobianas que actuam em alvos estruturais ou metabólicos da célula procariótica que não existem na célula hospedeira eucariótica.

## TSA
Estes testes são uma medida da sensibilidade de uma bactéria a um antibiótico, permitindo assim a escolha do antibiótico mais eficaz a ser usado contra essa mesma bactéria. Tal como os testes de identificação bioquímica, só são passíveis de serem realizados quando estamos perante uma cultura bacteriana isolada.
Se uma bactéria sofre a ação de um antibiótico, esta diz-se sensível; se pelo contrário, o antibiótico não exerce qualquer efeito sobre a bactéria esta diz-se resistente. A resistência pode ser natural ou adquirida (por exemplo, pela transferência de plasmídeos ou por ocorrência de mutações). Portanto, para cada bactéria há um conjunto de antibióticos que são eficazes e outros não eficazes. Ainda, de acordo com a faixa de bactérias sensíveis a determinado antibiótico, podemos classificá-los de largo espectro e de espectro estreito.
Segundo o local da bactéria no qual o antibiótico vai exercer a sua ação, podemos definir 5 tipos de antibióticos; os que atuam a nível:
1. Da parede celular;
2. Da membrana plasmática;
3. Da síntese protéica;
4. Da síntese de ácidos nucléicos;
5. Das reacções metabólicas dos precursores dos ácidos nucléicos.

A selecção das drogas antimicrobianas depende dos seguintes factores:
1. Diagnóstico: deve ser formulado um diagnóstico etiológico específico. O diagnóstico é baseado nas seguintes considerações, entre outras; (1) o local da infecção; (2) a idade do paciente; (3) o lugar onde a infecção foi adquirida; (4) factores mecânicos pré-disponentes; (5) factores pré-disponentes do hospedeiro. Para o conhecimento exacto da etiologia pede-se o exame bacteriológico, devendo a colheita ser sempre anterior ao início da antibioterapia.
2. Testes de Sensibilidade (T.S.A.): os testes laboratoriais de susceptibilidade aos antibióticos são indicados nas seguintes circunstâncias: (1) quando o microrganismo envolvido é frequentemente resistente às drogas antimicrobianas (ex. bactérias gram-negativas entéricas); (2) quando um processo infeccioso é mortal se não tratado especificamente; (3) em certas infecções que requerem o uso de drogas que são rapidamente bactericidas.

### Método das diluições
Nesta técnica utiliza-se uma série de tubos de ensaio, com o mesmo inóculo e incorpora-se em cada tubo quantidades crescentes do antibiótico estudado mais meio de cultura. Colocam-se os tubos na estufa a 37 °C, durante 24h, observando-se findo esse tempo o aspecto macroscópico. Num certo número de tubos a cultura desenvolveu-se, verificando-se que houve turvação do meio. A partir de uma certa concentração, não ocorre cultura visível. A menor concentração de antibiótico capaz de inibir o crescimento do gérmen considerado chama-se Concentração Mínima Inibitória (CMI). Além disso, os efeitos bactericidas podem ser estimados cultivando as soluções não turvas num meio de cultura sem antibiótico. Uma redução de 99,9% no número de colônias indica a Concentração Mínima Bactericida (CMB).

### Método por difusão em gelose ou anticocograma
Este método baseia-se no fato de um antibiótico depositado sobre uma gelose nutritiva se difundir segundo um gradiente de concentração. O teste mede a capacidade das drogas para inibir o crescimento das bactérias. Haverá o aparecimento de uma zona de inibição à volta do antibiótico, maior ou menor consoante a sensibilidade da estirpe.
O diâmetro das zonas de inibição variam com as características moleculares dos diferentes antibióticos. Assim, o diâmetro para uma droga não pode ser comparada com outra droga que actue no mesmo organismo. Porém, para qualquer antibiótico, o diâmetro pode ser comparado com um padrão. Isto torna possível determinar para cada antibiótico um diâmetro mínimo para a zona de inibição que denota susceptibilidade.
Segundo este teste as bactérias podem ser classificadas em sensíveis (a estirpe pode ser atingida pela dose habitual), pouco sensíveis (estirpes atingidas por doses altas) e resistentes (a concentração que a estirpe é capaz de suportar é superior à concentração possível de obter "in vivo").
Podem também ser usados antibiogramas de galerias, em que estas são preenchidas por antibiótico liofilizado. Faz-se a hidratação com a cultura em estudo e considera-se que existe crescimento bacteriano se existir turvação.